# The Helpful Fox Senko-san
The Helpful Fox Senko-san (jap. 世話やきキツネの仙狐さん Sewayaki kitsune no Senko-san) – manga autorstwa Rimukoro, publikowana w magazynie internetowym Comic Newtype wydawnictwa Kadokawa Shoten od października 2017. Adaptacja anime wyprodukowana przez studio Doga Kobo była emitowana w japońskiej telewizji od kwietnia do czerwca 2019.

## Fabuła
Kuroto Nakano to młody pracownik biurowy, który wiedzie bardzo nieszczęśliwe i stresujące życie, a większość swojego czasu spędza w firmie, dla której pracuje. Pewnej nocy, po kolejnym przepracowanym dniu, w momencie, gdy otwiera drzwi swojego domu, znajduje pozornie młodą dziewczynę z lisimi uszami i ogonem, która gotuje dla niego obiad – ma na imię Senko i jest 800-letnią kitsune. Senko została wysłana na Ziemię ze świata duchów, aby uwolnić Kuroto od jego nieszczęśliwego życia i pomóc mu odnaleźć szczęście.

## Bohaterowie
- Senko (jap. 仙狐 Senko)

Seiyū: Azumi Waki 
Senko to 800-letnia kitsune wysłana ze świata duchów, by uwolnić Kuroto od jego przepracowanego i stresującego życia. Z dumą robi wszystko dla Kuroto, rozpieszczając go, gotując dla niego i sprzątając jego dom. Wprowadza się do jego domu i zachowuje się jak pomocna żona i matka.
Senko uwielbia rozpieszczać Kuroto, np. masować, czyścić uszy i pozwalać mu odpoczywać na swoich kolanach, aby zapewnić mu wystarczającą ilość snu. Jest smutna, kiedy Kuroto przedkłada pracę nad swoje zdrowie. Ku jej przerażeniu, Kuroto wydaje się mieć fiksację na punkcie jej miękkiego, puszystego ogona oraz uszu.
- Kuroto Nakano (jap. 中野玄人 Nakano Kuroto)

Seiyū: Junichi Suwabe 
Kuroto jest zwykłym pracownikiem biurowym, który przed przybyciem Senko prowadził nieregularny tryb życia. Dorastał na wsi z dziadkami, zanim wyjechał za pracą do miasta. Zdrowie i duch Kuroto poprawiły się z czasem dzięki opiece Senko.
- Shiro (jap. シロ Shiro)

Seiyū: Maaya Uchida 
Kolejna kitsune wysłana, by pomóc Kuroto ze względu na początkowe trudności Senko w uwolnieniu mężczyzny od ciemności trawiącej jego serce. O wiele bardziej zarozumiała i spontaniczna niż Senko, postrzega Kuroto jako służącego, myśląc, że ludzie powinni czcić kitsune wysłane im, by im pomóc. Później zaprzyjaźnia się z Yasuko.
- Yasuko Koenji (jap. 高円寺安子 Koenji Yasuko)

Seiyū: Ayane Sakura 
Yasuko jest sąsiadką Kuroto. Jest studentką i mangaką, większość czasu spędza rysując mangę w swojej sypialni. Jest leniwa i niechlujna, jedząc posiłki przygotowane w kuchence mikrofalowej i rzadko sprzątając swoje mieszkanie. W rezultacie Yasuko docenia towarzystwo Senko, ilekroć ta ostatnia przychodzi posprzątać i przygotowywać dla niej posiłki. Yasuko nie wie, że Senko jest kitsune i bierze ją za cosplayerkę. Jest także otaku i uwielbia oglądać anime o nazwie Inari Shojo Yoko, opowiadające o magicznej lisicy walczącej ze złym tanuki.
- Yozora (jap. 夜空 Yozora)

Seiyū: Eri Kitamura 
Kitsune, która ma ponad 1000 lat. Yozora jest szefową Senko i Shiro; to ona wysłała je do krainy ludzi, by zaopiekowały się Kuroto. Ku przerażeniu Senko, Yozora uwielbia żartobliwie uwodzić Kuroto swoimi piersiami i czterema ogonami.
- Mała Yoko (jap. 稲荷少女ヨーコ Inari Shojo Yoko)

Seiyū: Rie Kugimiya 
Tytułowa bohaterka anime o nazwie Inari Shojo Yoko.

## Manga
Pierwszy rozdział mangi ukazał się 6 października 2017 w magazynie internetowym Comic Newtype. Następnie wydawnictwo Kadokawa Shoten rozpoczęło zbieranie rozdziałów do wydań w formacie tankōbon, których pierwszy tom ukazał się 10 kwietnia 2018. Według stanu na 10 lutego 2023, do tej pory wydano 12 tomów.
| Nr | Data wydania (język japoński) | ISBN (język japoński)  |
| -- | ----------------------------- | ---------------------- |
| 1  | 10 kwietnia 2018              | ISBN 978-4-04-106951-6 |
| 2  | 10 sierpnia 2018              | ISBN 978-4-04-107271-4 |
| 3  | 10 grudnia 2018               | ISBN 978-4-04-107492-3 |
| 4  | 10 kwietnia 2019              | ISBN 978-4-04-108107-5 |
| 5  | 10 października 2019          | ISBN 978-4-04-108109-9 |
| 6  | 10 marca 2020                 | ISBN 978-4-04-109216-3 |
| 7  | 10 lipca 2020                 | ISBN 978-4-04-109439-6 |
| 8  | 10 grudnia 2020               | ISBN 978-4-04-110810-9 |
| 9  | 10 czerwca 2021               | ISBN 978-4-04-111445-2 |
| 10 | 10 grudnia 2021               | ISBN 978-4-04-111446-9 |
| 11 | 10 czerwca 2022               | ISBN 978-4-04-112544-1 |
| 12 | 10 lutego 2023                | ISBN 978-4-04-113152-7 |

## Anime
Adaptacja anime w oparciu o mangę została ogłoszona 2 grudnia 2018. Seria została zanimowana przez studio Doga Kobo i wyreżyserowana przez Tomoakiego Koshidę. Za kompozycję serii odpowiada Yoshiko Nakamura, a za projekty postaci Miwa Oshima. Muzykę skomponował Yoshiaki Fujisawa. Serial był emitowany od 10 kwietnia do 26 czerwca 2019 w AT-X i różnych lokalnych stacjach telewizyjnych. Motywem otwierającym jest „Koyoi mofumofu!!” (jap. 今宵mofumofu!!) w wykonaniu Azumi Waki i Maayi Uchidy, a motywem końcowym „Moffu moffu de yoinoja yo” (jap. もっふもっふ DE よいのじゃよ) w wykonaniu Waki. Serial trwał 12 odcinków. Prawa do streamingu nabyło Funimation. Po przejęciu Crunchyroll przez Sony, seria została przeniesiona do tegoż serwisu.

### Lista odcinków
| Nr | Tytuł odcinka | Premiera         |
| -- | --- | ---------------- |
| 1  | I’m Going to Pamper Him to His Heart’s Content! Zonbunni amayaka shite kureyō (存分に甘やかしてくれよう)                                     | 10 kwietnia 2019 |
| 2  | Don’t be Shy, Now! Hazukashi gara zu tomo yoiyoi (恥ずかしがらずともよいよい)                                                                | 17 kwietnia 2019 |
| 3  | As Long as You’re Happy Onushi ga shiawase nara sore de yoi (おぬしが幸せならそれでよい)                                                     | 24 kwietnia 2019 |
| 4  | Why Must You Work on a Day Off!? Naze kyūjitsu ni shigoto o senebanaran no ja!? (なぜ休日に仕事をせねばならんのじゃ！？)                     | 1 maja 2019      |
| 5  | I've Got a Tail, Too, You Know? Shippo nara, warawa no ga arujaro? (しっぽなら、わらわのがあるじゃろ？)                                      | 8 maja 2019      |
| 6  | You Just Want to Fluff More Mo furitai dakejaro, onushi (もふりたいだけじゃろ、おぬし)                                                       | 15 maja 2019     |
| 7  | You Smell Like Another Fox Onushi, betsu no kitsune no nioi ga surunō (おぬし、別のキツネの匂いがするのう)                                   | 22 maja 2019     |
| 8  | I'll Make You Forget All About It Warawa ga wasuresasete yarō! (わらわが忘れさせてやろう！)                                                  | 29 maja 2019     |
| 9  | Is This Less Embarrassing For You? Kō sureba hazukashiku nai jaro (こうすれば恥ずかしくないじゃろ)                                           | 5 czerwca 2019   |
| 10 | It’s Nice to Let Your Inner Child Out Now and Then, Isn’t It? Tama ni wa dōshin ni kaeru no mo yoi jaro (たまには童心に返るのもよいじゃろ？) | 12 czerwca 2019  |
| 11 | It’s Going to Be a Rough Night Kon’ya wa sukoshi are sō ja no (今夜は少し荒れそうじゃの)                                                     | 19 czerwca 2019  |
| 12 | Still... Sore de mo, ayatsu o... (それでも、あやつを......)                                                                                  | 26 czerwca 2019  |